# Бронна Гора (станція)
Бронна Гора (біл. Бронная Гара) — станція Берестейського відділення Білоруської залізниці в Березівському районі Берестейської області. Розташована в селі Бронна Гора.